# Lijst van musea in Bakoe
Deze lijst van musea in Bakoe bestaat uit een overzicht van musea in de Azerbeidzjaanse hoofdstad Bakoe.
Rijen met tekst zijn sorteerbaar.
| Museum                                            | Afbeelding | Openingsdatum     | Plaats |
| ------------------------------------------------- | ---------- | ----------------- | ------ |
| Paleis van de Shirvanshah                         |            | Vijftiende eeuw   | Bakoe  |
| Villa Petrolea                                    |            | 1882              | Bakoe  |
| Independence Museum of Azerbaijan                 |            | 7 december 1919   | Bakoe  |
| Azerbeizjaans Staatsmuseum van Agricultuur        |            | 1924              | Bakoe  |
| Hasanbey Zardabi Natuurgeschiedenis Museum        |            | 1930              | Bakoe  |
| Azerbeidzjaans Theater Staatsmuseum               |            | 1934              | Bakoe  |
| Azerbeidzjaans Staatsmuseum van Kunst             |            | 1936              | Bakoe  |
| Nizami Museum van Azerbeidzjaanse Literatuur      |            | 1939              | Bakoe  |
| Azerbeidzjaans Staatsmuseum van Tapijten          |            | 1967              | Bakoe  |
| Huismuseum van Azim Azimzade                      |            | 1968              | Bakoe  |
| Huismuseum van Uzeyir Hajibeyov                   |            | 20 november 1975  | Bakoe  |
| Huismuseum van Samad Vurgun                       |            | 6 oktober 1975    | Bakoe  |
| Vuurtempel van Bakoe                              |            | 1975              | Bakoe  |
| Museum van Archeologie en Etnografie              |            | 1976              | Bakoe  |
| Huismuseum van Bulbul                             |            | 1976              | Bakoe  |
| House-Museum of Nariman Narimanov                 |            | 6 november 1977   | Bakoe  |
| House-Museum of Jalil Mammadguluzadeh (Bakoe)     |            | 1978              | Bakoe  |
| Huismuseum van Jafar Jabbarly (Bakoe)             |            | 1979              | Bakoe  |
| Huismuseum van Mammed Said Ordubadi               |            | 1979              | Bakoe  |
| ANAS Huismuseum van Huseyn Javid                  |            | 21 juli 1981      | Bakoe  |
| Historisch-etnografisch museum van Khinalug       |            | 1986              | Bakoe  |
| Azerbeidzjaans Medicijnenmuseum                   |            | 1986              | Bakoe  |
| Rinay                                             |            | 1989              | Bakoe  |
| Azerbeizjaans Staatmuseum van Religiegeschiedenis |            | 17 september 1990 | Bakoe  |
| Het Museumcentrum                                 |            | 1991              | Bakoe  |
| Huismuseum van Leopold en Mstislav Rostropovich   |            | 1998              | Bakoe  |
| Nationaal Historisch Museum van Azerbeidzjan      |            | 2 april 2002      | Bakoe  |
| Bakoe Museum van Miniatuurboeken                  |            | 2002              | Bakoe  |
| Azerbeidzjaans Douanegeschiedenis Museum          |            | 23 maart 2006     | Bakoe  |
| Bakoe Museum van Moderne Kunst                    |            | 20 maart 2009     | Bakoe  |
| Het Petroglievenmuseum                            |            | 26 december 2011  | Bakoe  |
| Huismuseum van Sattar Bahlulzade                  |            | 2014              | Bakoe  |
| Steenkroniekmuseum                                |            | 2015              | Bakoe  |